# 岡家利
岡 家利（おか いえとし、生年不詳 － 文禄元年9月23日（1592年10月28日））は、戦国時代から安土桃山時代にかけての武将。備前宇喜多氏の家臣。通称は平内、豊前守。父は岡惣兵衛、子は家俊。軍記物では岡利勝とも称される。
宇喜多直家に古くから仕えた老臣で、宇喜多氏三老のひとりと言われている。直家の小姓である岡剛介との関係は不明。
1573年には直家から岡山城の築城と城下町の建設を任された。1582年には羽柴秀吉に与して宇喜多忠家とともに宇喜多軍を率いて備中高松城に出陣する。1588年、宇喜多氏の政務を取り仕切っていた長船貞親が亡くなると、その後を継いで宇喜多氏の政務を取り仕切った。
豊前守は豊臣秀吉から厚い信任を受け、宇喜多秀家の補佐を任された。1592年、文禄の役で朝鮮に出征しているとき、病にて倒れて没した。武勇にも優れ、生涯戦うこと40回を超えていたと言われている。
従来豊前守の名は「利勝」と伝わっていたが（『備前軍記』等）、当時の信頼できる資料によると名は「家利」である
。

## 資料
- 『美作古簡集註解』
- 『岡山県史』